# Prințul Christoph de Hesse
Christoph Ernst August de Hesse (14 mai 1901 – 7 octombrie 1943) a fost al cincilea fiu din șase fii ai Prințului Frederic Karl de Hesse și ai Prințesei Margaret a Prusiei.

## Biografie
Născut la Frankfurt, Prințul Christoph a fost strănepotul reginei Victoria a Regatului Unit și a Prințului Albert de Saxa-Coburg și Gotha prin fiica lor cea mare, Victoria, Prințesă Regală, soția lui Frederic al III-lea al Germaniei.
Christoph de Hesse a deținut un rang înalt în nazism. A fost șef al serviciului secret de informații a lui Hermann Göring, consilier a lui Heinrich Himmler și membru Schutzstaffel (SS). A fost maior în Luftwaffe în timpul celui de-Al Doilea Război Mondial.
Christoph s-a căsătorit cu Prințesa Sofia a Greciei și Danemarcei la 15 decembrie 1930 la Kronberg im Taunus, Germania. Prințesa Sofia era fiica cea mică a Prințului Andrei al Greciei și Danemarcei și a Prințesei Alice de Battenberg și sora Prințului Filip, Duce de Edinburgh. Prin tatăl ei era descendentă a împăratului Nicolae I al Rusiei și a regelui Christian al IX-lea al Danemarcei iar prin mama ei era descendentă a reginei Victoria a Regatului Unit și a Prințului Albert de Saxa-Coburg și Gotha.
Ei au avut cinci copii:
- Prințesa Christina Margarethe de Hesse (n. 10 ianuarie 1933) căsătorită prima dată la 2 august 1956 la Kronberg im Taunus cu Prințul Andrei al Iugoslaviei și divorțată la Londra în 1962; au avut copii. Căsătorită a doua oară la Londra la 3 decembrie 1962 cu Robert Floris van Eyck, un poet și artist englez, fratele arhitectului Aldo van Eyck și fiul poetului, criticului, eseistului și filosofului Pieter Nicolaas van Eyck și divorțată în 1986; au avut copii.
- Prințesa Dorothea Charlotte Karin de Hesse (n. 24 iulie 1934), căsătorită civil la Schliersee, Bavaria, la 31 martie 1959 și religios la Munchen la 1 aprilie 1959 cu Friedrich, Prinț zu Windisch-Grätz (1917–2002); au avut copii.
- Prințul Karl Adolf Andreas de Hesse (n. 26 martie 1937), căsătorit civil la Haga la 26 martie 1966 și religios la 18 aprilie 1966 cu Yvonne, Gräfin Szapáry von Muraszombath, Széchysziget und Szapár (n. 1944); au doi copii: Prințul Christoph de Hesse (n. 1969) și Prințesa Irina Verena de Hesse (n. 1971).
- Prințul Rainer Christoph Friedrich de Hesse (n. 18 noiembrie 1939), necăsătorit și fără copii.
- Prințesa Clarissa Alice de Hesse (n. 6 februarie 1944), căsătorită la Paris la 20 iulie 1971 cu Claude Jean Derrien (n. 1948) și divorțată în 1976; nu au avut copii. Ea a avut o fiică, Johanna Sophia von Hessen (n. 1980) cu un tată necunoscut.

La 7 octombrie 1943 Prințul Christoph a murit într-un accident de avion în Munții Apenini în Italia. Corpul său a fost găsit două zile mai târziu. În Almanahul de la Gotha scrie că a murit ucis în misiune în timpul invaziei germane în Italia.